# غابرييل باخ
غابرييل باخ [(بالعبرية: גבריאל בך)؛ ولد 13 مارس 1927 في ألمانيا)] هو محامي وقاضي إسرائيلي، كان قاضيا في المحكمة العليا في إسرائيل، وكان نائب المدعي العام في محاكمة أدولف ايخمان.